# Paolo Costella
Paolo Costella (né  le 19 février 1964 à Gênes) est un scénariste et réalisateur italien. Il a contribué à plus de seize films depuis 1987.

## Biographie
Paolo Costella débute en 1984 en tant qu’assistant réalisateur, souvent pour Enrico Oldoini, et écrit des scénarios depuis 1987. 
Il a travaillé comme journaliste indépendant et a commencé à produire des courts métrages au milieu des années 1990, suivis d’une série d’épisodes télévisés en 1998 . 
L'année suivante, il fait ses débuts au cinéma. D'autres travaux ont suivi, notamment un documentaire sur Pier Paolo Pasolini, la série télévisée Fratelli Benvenuti et le film produit en 2010, A Natale mi sposo.

## Filmographie partielle

### Comme scénariste
- 1987 : Bellifreschi d'Enrico Oldoini
- 1988 : Bye Bye Baby d'Enrico Oldoini
- 1991 : La Chair (La carne) de Marco Ferreri
- 1992 : Ricky & Barabba de Christian De Sica
- 1995 : I Love Ornella Muti  de Paolo Costella (documentaire)
- 1996 : Dio vede e provvede (série télévisée)
- 1998 : Tutti gli uomini sono uguali (mini-série télévisée)
- 1999 : L'amore era una cosa meravigliosa de Paolo Costella (court métrage)
- 1999 : Tutti gli uomini del deficiente de Paolo Costella
- 2005 : La libertà di Jaana de Paolo Costella
- 2008 : La fidanzata di papà d'Enrico Oldoini
- 2009 : Un coccodrillo per amico (téléfilm)
- 2010 : Fratelli Benvenuti (série télévisée)
- 2010 : A Natale mi sposo de Paolo Costella
- 2011 : Baciato dalla fortuna de Paolo Costella
- 2012 : Palace pour chiens (it) (Natale a quattro zampe) de Paolo Costella (téléfilm)
- 2015 : Matrimonio al Sud de Paolo Costella
- 2016 : Perfetti sconosciuti de Paolo Genovese
- 2016 : Un Natale al Sud de Federico Marsicano
- 2018 : Une famille italienne (A casa tutti bene) de Gabriele Muccino
- 2019 : Das perfekte Geheimnis de Bora Dagtekin
- 2020 : Gli anni più belli de Gabriele Muccino
- 2021 : Per tutta la vita de Paolo Costella
- 2021 : Amants super-héroïques (Supereroi) de Paolo Genovese
- 2021 : Tutta colpa di Freud (série télévisée)
- 2022 : Vicini di casa (it) de Paolo Genovese
- 2022 : Il Principe di Roma de Edoardo Maria Falcone
- 2023 : Il primo giorno della mia vita de Paolo Genovese

### Comme réalisateur
- 1995 : I Love Ornella Muti (documentaire)
- 1996 : Dio vede e provvede (it) (série télévisée)
- 1998 : Il commissario Raimondi (it) (minisérie télévisée)
- 1999 : L'amore era una cosa meravigliosa (court métrage)
- 1999 : Tutti gli uomini del deficiente (it)
- 2001 : Pier Paolo Pasolini et la Raison d'un rêve (Pier Paolo Pasolini e la ragione di un sogno) - co-réalisé avec Laura Betti (documentaire)
- 2002 : Amore con la S maiuscola (it)
- 2005 : La libertà di Jaana (documentaire)
- 2010 : Fratelli Benvenuti (série télévisée)
- 2010 : A Natale mi sposo (it)
- 2011 : Baciato dalla fortuna
- 2012 : Palace pour chiens (it) (Natale a quattro zampe) (téléfilm)
- 2015 : Matrimonio al Sud (it)
- 2021 : Per tutta la vita (it)
- 2022 : Vicini di casa (it)